# هیدروکسی‌متیل

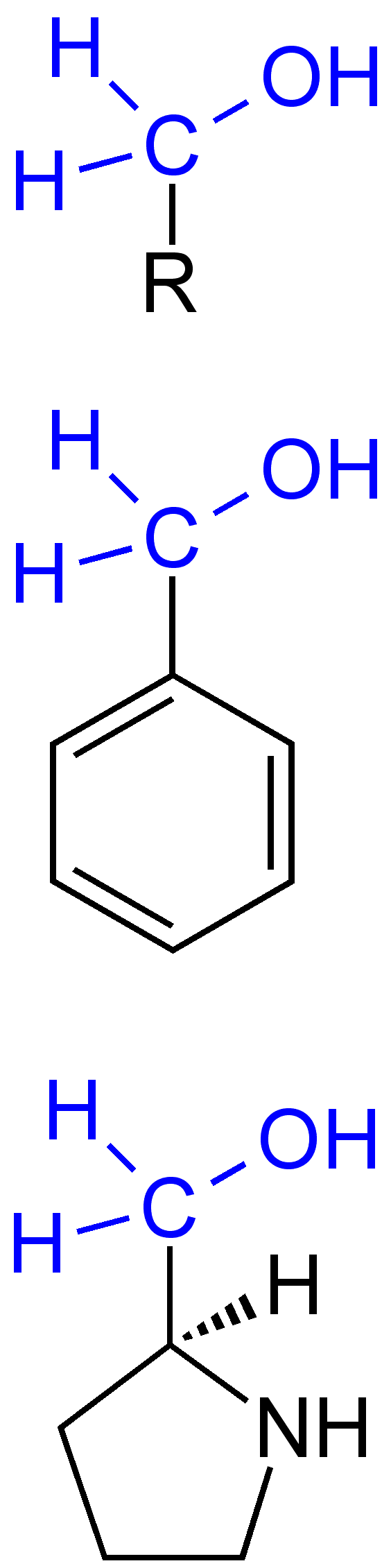
هیدروکسی‌متیل

هیدرو متیل اکسید (به انگلیسی: Hydroxymethyl) یک ترکیب شیمیایی با شناسه پاب‌کم ۱۳۷۶۵۴ است. 